# Jim Roberts (Eishockeyspieler, 1940)
James Wilfred „Jimmy“ Roberts (* 9. April 1940 in Toronto, Ontario; † 23. Oktober 2015 in St. Louis, Missouri, USA) war ein kanadischer Eishockeyspieler und -trainer, der während seiner aktiven Karriere zwischen 1958 und 1978 unter anderem 1159 Spiele für die Canadiens de Montréal und St. Louis Blues in der National Hockey League auf der Position des rechten Flügelstürmers bestritten hat. Mit den Canadiens gewann er im Verlauf seiner Karriere insgesamt fünfmal den Stanley Cup. Darüber hinaus arbeitete Roberts nach seinem aktiven Karriereende zwischen 1979 und 2002 als Trainer und betreute unter anderem die Buffalo Sabres, Hartford Whalers und St. Louis Blues hauptverantwortlich. Mit den Springfield Indians aus der American Hockey League gewann er zu Beginn der 1990er-Jahre zweimal den Calder Cup.

## Karriere
Roberts verbrachte seine Juniorenzeit zwischen 1958 und 1960 bei den Peterborough T.P.T’s in der Ontario Hockey Association. Mit den sogenannten Petes gewann er in der Saison 1958/59 den J. Ross Robertson Cup und spielte am Saisonende auch im prestigeträchtigen Memorial Cup mit dem Team. Zum Ende der Saison 1959/60 wechselte der Stürmer in den Profibereich und war zunächst in der Eastern Professional Hockey League aktiv. Dort lief er in den folgenden vier Jahren für die Royaux de Montréal und Hull-Ottawa Canadiens auf. In der Saison 1962/63 bestritt er zudem eine erste Partie für die Cleveland Barons in der American Hockey League.
Über die Barons und As de Québec aus der AHL sowie die Omaha Knights aus der Central Professional Hockey League empfahl sich der Angreifer für die Canadiens de Montréal aus der National Hockey League. Dort war er mit Beginn der Saison 1964/65, in der er auch an seinem ersten von drei NHL All-Star Games teilnahm, Stammspieler. Bereits in der Vorsaison hatte er erstmals für die Canadiens auf dem Eis gestanden. Roberts war zunächst bis zum Ende der Spielzeit 1966/67 für Montréal aktiv und hatte zu diesem Zeitpunkt bereits zwei Stanley Cups mit dem Team gewonnen. Durch den NHL Expansion Draft 1967 gelangte der Kanadier zu den St. Louis Blues, wo er mit seinem einstigen Juniorentrainer Scotty Bowman vereint wurde. Roberts war der erste Spieler, den St. Louis verpflichtete. Bei den Blues avancierte der Flügelstürmer schnell zum Führungsspieler und war mit Beginn der Saison 1971/72 der dritte Mannschaftskapitän der Franchise-Geschichte. Noch im Verlauf des Spieljahres wurde er von den Blues im Dezember 1971 zurück nach Montréal transferiert. Dort war Bowman inzwischen Cheftrainer, nachdem er St. Louis im Sommer 1971 verlassen hatte. Im Tausch für Roberts gaben die Canadiens Phil Roberto nach St. Louis ab.
Unter dem Cheftrainer Scotty Bowman waren die Canadiens das erfolgreichste Team der 1970er-Jahre. Roberts gewann mit der Mannschaft bis 1977 drei weitere Stanley Cups, ehe er zur Saison 1977/78 noch einmal für die St. Louis Blues auflief. Im Tausch für ein Drittrunden-Wahlrecht im NHL Entry Draft 1979 kehrte er an seine alte Wirkungsstätte zurück. Nach der Spielzeit beendete er im Alter von 38 Jahren seine aktive Karriere.
Im Anschluss verfolgte Roberts eine Karriere als Trainer. Zur Saison 1979/80 wurde er von den Buffalo Sabres aus der NHL verpflichtet. Dort arbeitete er bis in die Spielzeit 1982/83 hinein als Assistenztrainer unter Scotty Bowman, ehe er diesen im Verlauf der Saison auf Interimsbasis beerbte. Zur Saison 1983/84 wechselte Roberts dann wieder hinter Bowman ins zweite Glied zurück. Zwischen 1984 und 1987 fungierte der Kanadier unter Bob Berry als Assistent bei den Pittsburgh Penguins. Nach einem Jahr Pause erhielt er bei den Springfield Indians aus der American Hockey League zur Saison 1988/89 seinen ersten Posten als Cheftrainer. Mit den Indians gewann er 1990 und 1991 zweimal den Calder Cup und wurde am Ende der Spielzeit 1989/90 zudem mit dem Louis A. R. Pieri Memorial Award als bestem Trainer der Liga ausgezeichnet. Seine Leistungen bescherten ihm zur Saison 1991/92 schließlich seine erste Anstellung als Cheftrainer bei den Hartford Whalers in der NHL. Obwohl er mit dem Team die Play-offs erreichte, wurde sein Vertrag nicht verlängert.
Roberts pausierte daraufhin ein Jahr, ehe er zur Saison 1994/95  in Personalunion des Cheftrainers und General Managers für zwei Jahre bei den Worcester IceCats aus der AHL eingestellt wurde. Die Erfolge, die er zu Beginn des Jahrzehnts mit den Indians gefeiert hatte, konnte er aber nicht wiederholen. Mit Beginn der Spielzeit 1996/97 war der Ex-Spieler dann wieder als Assistenztrainer tätig – diesmal für die folgenden sechs Jahre bei den St. Louis Blues unter den Cheftrainer Joel Quenneville. Diesen ersetzte er in der Saison 1996/97 zwischenzeitlich für neun Spiele. Nach dem Spieljahr 2001/02 zog sich Roberts im Alter von 62 Jahren vollends aus dem Eishockeysport zurück.
Er verstarb am 23. Oktober 2015 in seiner Wahlheimat St. Louis an einem kurz zuvor diagnostizierten Krebsleiden im Alter von 75 Jahren.

## Erfolge und Auszeichnungen

### Als Spieler
| - 1959 J.-Ross-Robertson-Cup-Gewinn mit den Peterborough T.P.T.’s - 1965 NHL All-Star Game - 1965 Stanley-Cup-Gewinn mit den Canadiens de Montréal - 1966 Stanley-Cup-Gewinn mit den Canadiens de Montréal - 1969 NHL All-Star Game | - 1970 NHL All-Star Game - 1973 Stanley-Cup-Gewinn mit den Canadiens de Montréal - 1976 Stanley-Cup-Gewinn mit den Canadiens de Montréal - 1977 Stanley-Cup-Gewinn mit den Canadiens de Montréal |

### Als Trainer
- 1990 Calder-Cup-Gewinn mit den Springfield Indians
- 1990 Louis A. R. Pieri Memorial Award
- 1991 Calder-Cup-Gewinn mit den Springfield Indians

## Karrierestatistik
(Legende zur Spielerstatistik: Sp oder GP = absolvierte Spiele; T oder G = erzielte Tore; V oder A = erzielte Assists; Pkt oder Pts = erzielte Scorerpunkte; SM oder PIM = erhaltene Strafminuten; +/− = Plus/Minus-Bilanz; PP = erzielte Überzahltore; SH = erzielte Unterzahltore; GW = erzielte Siegtore; 1 Play-downs/Relegation; Kursiv: Statistik nicht vollständig)

### NHL-Trainerstatistik
(Legende zur Trainerstatistik: Sp oder GC = Spiele insgesamt; W oder S = erzielte Siege; L oder N = erzielte Niederlagen; T oder U = erzielte Unentschieden; OTL oder OTN = erzielte Niederlagen nach Overtime oder Shootout; Pts oder Pkt = erzielte Punkte; Pts% oder Pkt% = Punktquote; Win% = Siegquote; Resultat = erreichte Runde in den Play-offs)